# Municipio de Middle Creek (Kansas)
El municipio de Middle Creek (en inglés: Middle Creek Township) es un municipio ubicado en el condado de Miami en el estado estadounidense de Kansas. En el año 2010 tenía una población de 1808 habitantes y una densidad poblacional de 11,87 personas por km².

## Geografía
El municipio de Middle Creek se encuentra ubicado en las coordenadas 38°34′14″N 94°42′32″O / 38.57056, -94.70889. Según la Oficina del Censo de los Estados Unidos, el municipio tiene una superficie total de 152.3 km², de la cual 150,63 km² corresponden a tierra firme y (1,1 %) 1,67 km² es agua.

## Demografía
Según el censo de 2010, había 1808 personas residiendo en el municipio de Middle Creek. La densidad de población era de 11,87 hab./km². De los 1808 habitantes, el municipio de Middle Creek estaba compuesto por el 98,23 % blancos, el 0,33 % eran afroamericanos, el 0,33 % eran amerindios, el 0,44 % eran asiáticos, el 0,11 % eran de otras razas y el 0,55 % eran de una mezcla de razas. Del total de la población el 1,44 % eran hispanos o latinos de cualquier raza.